# Квадрангл Arcadia

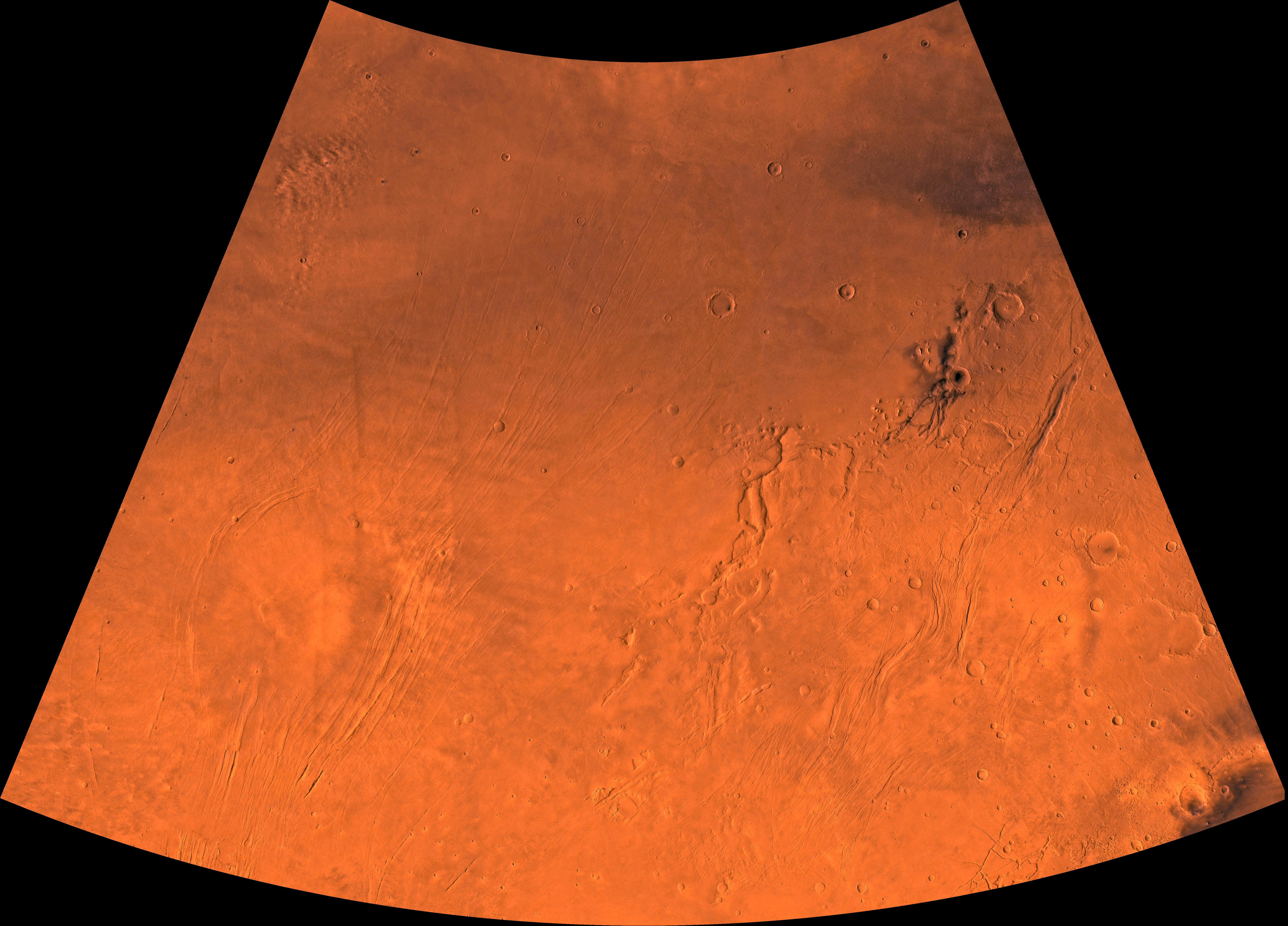
Знімок квадрангла Arcadia (MC-3). У південній частині міститься величезний щитовий вулкан Alba Patera, а також сильно посічена розломами провінція Tempe Terra, до якої входить велика кількість дрібних вулканів.

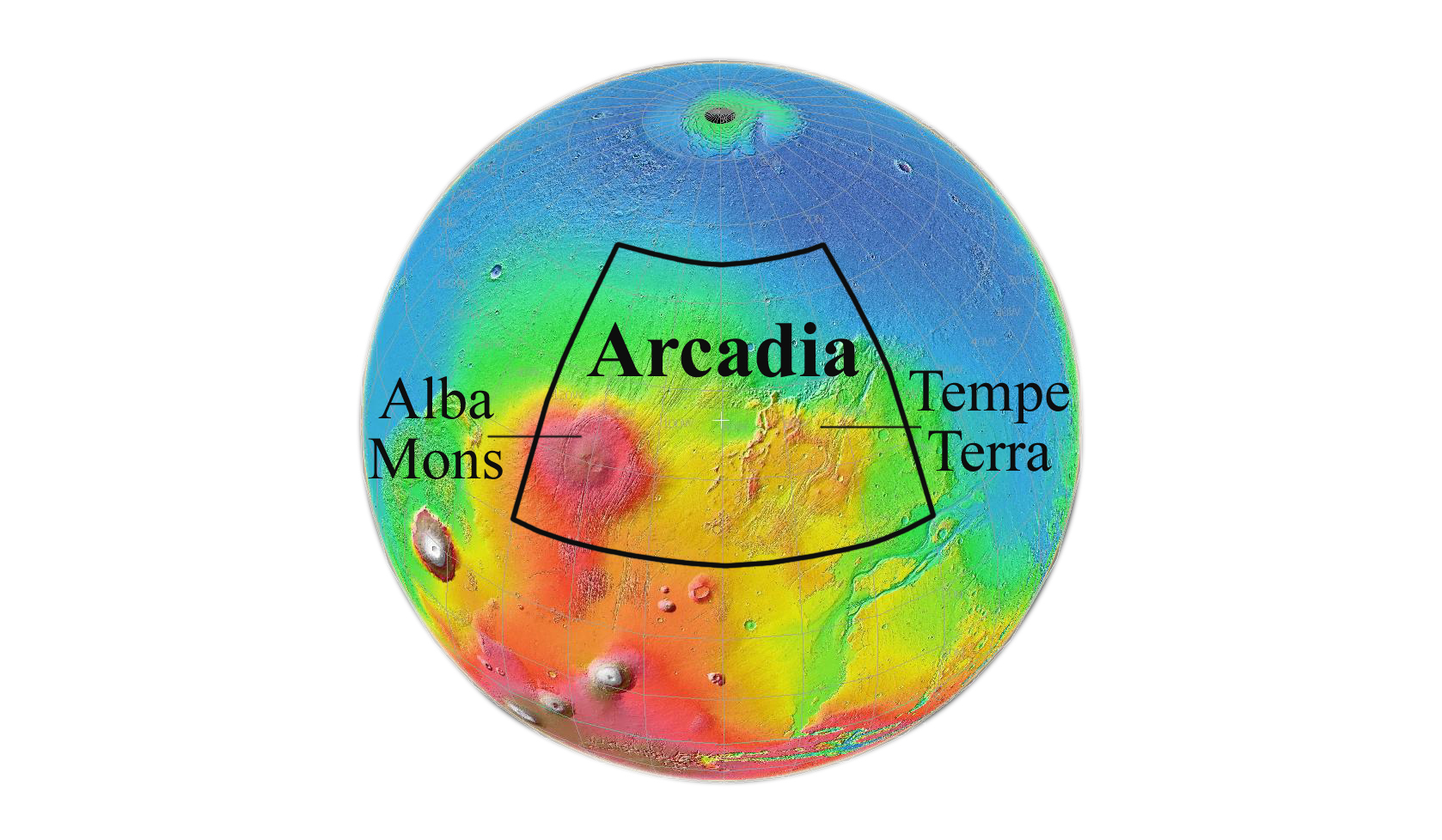
Розташування квадрангла Arcadia. Квадрангл Arcadia розташований у північно-центральній частині марсіанської північно-західної півкулі, у північній частині вулканічної провінції Tharsis.

Квадрангл Arcadia — це одна з серії із 30 квадранглових (чотирикутних) карт Марса, розроблених і створених Геологічною службою США (USGS) в рамках програми Astrogeology Research Program. Квадрангл розташований у північно-центральній частині західної півкулі Марса, і покриває територію від 240° до 300° східної довготи (від 60° до 120° західної довготи) та від 30° до 65° північної широти. Для визначення меж квадрангла була використана конформна конічна проєкція Ламберта при масштабі 1:5 000 000 (1:5M). Для означення квадрангла Arcadia використовується також скорочення MC-3 (Mars Chart-3).
Південна та північна границі квадрангла Arcadia в ширину становлять 3 065 км та 1 500 км відповідно. Протяжність з півночі на південь дорівнює близько 2 050 км (трошки менше ніж протяжність Гренландії). Квадрангл покриває площу приблизно 4.9 мільйонів квадратних кілометрів, або трошки більше ніж 3% всієї поверхні Марса.
Декілька деталей, виявлених у цьому квадранглі, становлять значний інтерес, особливо яри, які, як вважається, утворилися внаслідок порівняно недавніх потоків рідкої води. Темні смуги на схилах та сліди пилових вихорів можуть мати неймовірний вигляд.

## Походження назви
Arcadia — це назва телескопної альбедо-деталі із розташуванням за координатами 45° північної широти (N) та 260° східної довготи (E) на Марсі. Сама ця деталь отримала назву від гірського регіону у південній Греції. Назва була офіційно прийнята Міжнародним астрономічним союзом у 1958 році.

## Фізіографіята геологія
До квадрангла входить Alba Patera — найбільший вулкан (за площею та об'ємом) у цілій сонячній системі, а також Tempe Terra — надзвичайно пошматований пласт древньої кори розміром із Аляску.

## Fossa
Великі поверхневі формації у вигляді розломів (довгі вузькі борозни) в географічній термінології, яка використовується для Марса, визначаються словом fossae. Цей термін запозичений із латинської мови; тому fossa — це однина, а fossae — множина. Такі борозни утворюються тоді, коли кора Марса розтягується настільки, що аж розламується в деяких місцях. Таке розтягування може бути спричинене величезною масою вулкана, розташованого неподалік. Утворені борознами або просіданням поверхні кратери є поширеними у вулканічних регіонах Tharsis та Elysium. Борозни часто мають по два розломи із заглибленням у середній частині, з обох сторін якого височать стрімкі скелі; такі борозни називаються грабенами. Лейк Джордж — озеро у північній частині штату Нью-Йорк — розташоване у такому грабені. Ерозійні кратери часто асоціюються із грабенами. Кратери-западини не мають обідка або ударних вивержень навколо них, які є типовими для метеоритних кратерів. Дослідження виявили, що на Марсі глибина розлому може досягати й 5 км. Окрім того, розлом або тріщина іноді розширюється або розтягується. В результаті такого розширення утворюється прірва із порівняно великим об'ємом. Коли матеріал із поверхні зісковзує в цю прірву, формується кратер-западина, або навіть ланцюг таких кратерів. На Марсі окремі ерозійні кратери можуть об'єднуватись у ланцюги, а то й формувати борозни, які іноді мають зубчасту форму. Для пояснення механізму утворення борозен та кратерів-западин було висловлено також багато інших теорій. Існують ознаки того, що їх формування може бути пов'язаним із потоками магми під поверхнею. Магма може рухатись в певному напрямку під поверхнею, водночас розламуючи скелі та, що важливіше, розтоплюючи лід. В результаті такий процес міг би спричинити утворення тріщини на поверхні. Ерозійні кратери є рідкісними на Землі. Понори, при утворенні яких земля різко провалюється, утворюючи западину (іноді посеред міста), нагадують кратери-западини на Марсі. Однак на Землі такі западини формуються внаслідок розчинення вапняку, на місці якого залишається прогалина.
Знання місць розташування та механізму формування ерозійних кратерів та борозен є важливими для майбутньої колонізації Марса, оскільки вони можуть стати резервуарами води. У квадранглі Arcadia було виявлено чимало грабенів. Знімки нижче демонструють деякі приклади грабенів у межах квадрангла.

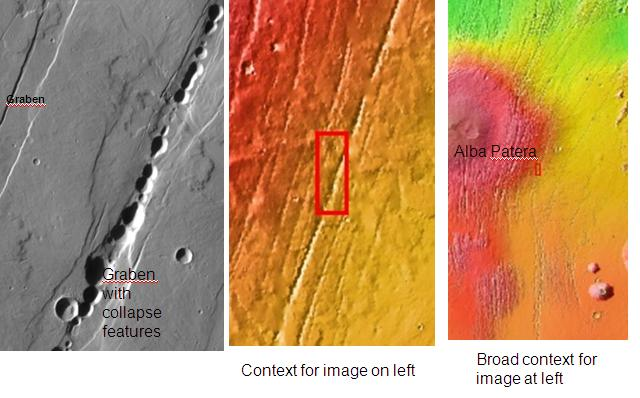
Грабен поблизу Alba Patera, знімок із THEMIS.  Грабени та їх ланцюги (catenae), ознаки катаклізму, спричинені розломами. При розтягненні кори Марса утворюються розломи, а матеріал із поверхні западає у прогалини, утворені внаслідок розтягування. Вулкани Uranius Tholus (вгорі) та Ceraunius Tholus (найбільший) можна побачити у широкому контекстному виді нижче й правіше від Alba Patera.
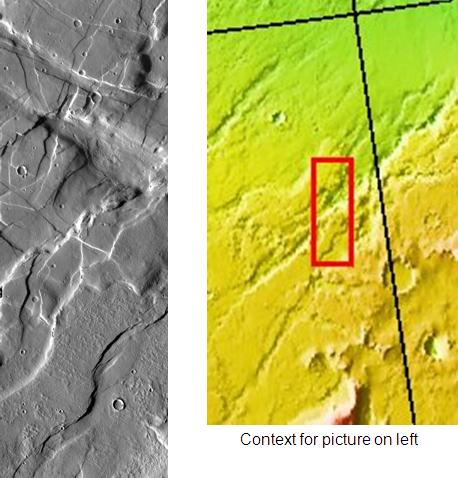
Сили із різних напрямків спричинили утворення цього комплексу грабенів. Знімок виконано THEMIS.
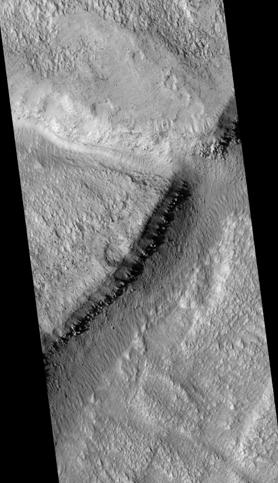
Регіон Mareotis Fossae, знімок із HiRISE.
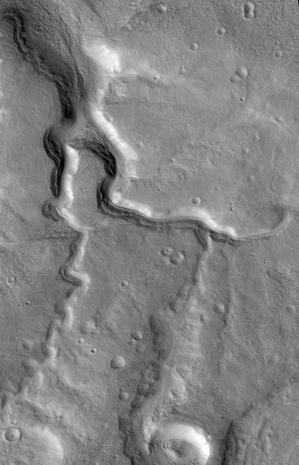
Звивистий канал Tempe Fossae, знімок із HiRISE.

## Сліди пилових вихорів
У чималій кількості територій на Марсі, в тому числі й у квадранглі Arcadia, спостерігаються проходження гігантських пилових вихорів. Тонкий шар із дрібнозернистого яскравого пилу покриває більшість марсіанської поверхні. Коли певною площею проходить пиловий вихор, він змітає тонкий покрив із пилюки та відкриває під ним темну скелясту поверхню. Пилові вихори спостерігалися як із апаратів на поверхні Марса, так і з орбітальних камер. Вони навіть здували пилюку із сонячних панелей двох марсоходів на Марсі, тим самим значно подовжуючи їх продуктивність та робочий вік. Пара марсоходів, висланих на Марс в ході єдиної програми, були розроблені із розрахунком на час праці у 3 місяці. Натомість вони пропрацювали понад шість років. Перший марсохід, «Спіріт», востаннє подав сигнал у березні 2010 року. «Опортьюніті» все ще досліджує Червону Планету, перебуваючи в робочому режимі вже понад вісім років. Було спостережено, що візерунок слідів пилових вихорів змінюється приблизно кожних декілька місяців. На зображенні нижче видно сліди, залишені пиловими вихорами, у формі «X». Для того, аби краще розглянути ці сліди, варто клацнути на знімку, аби побачити його у збільшеному варіанті.

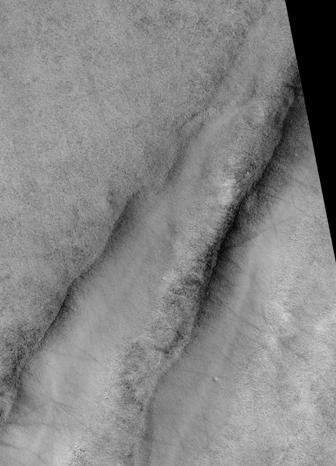
Tantalus Fossae, знімок із HiRISE. Клацніть на зображенні, аби побачити сліди пилових вихорів.

## Темні смуги на схилах
У багатьох місцях на Марсі були помічені темні смуги на стрімких схилах на кшталт стінок кратерів. Виглядає на те, що наймолодші смуги мають темніший колір; з часом вони стають світлішими. Було зауважено, що вони здатні переміщуватися навколо перешкод, таких як валуни. Було висунуто декілька теорій, які могли б пояснити появу та природу таких смуг. Деякі з них припускають участь рідкої води, а то й росту мікроорганізмів у процесі утворення цих формацій.
 Найчастіше вчені дотримуються думки, що смуги на схилах репрезентують пилові лавини. Смуги виникають в місцевостях, покритих шаром пилюки. Дрібнозернистий пил осідає із атмосфери, вкриваючи все на поверхні. Зараз нам відомо чимало про цей пил, оскільки сонячні панелі марсоходів з часом вкриваються пилюкою, тим самим зменшуючи вхідну електроенергію. Потужність марсоходів відновлювалася чимало разів завдяки вітру у формі пилових вихорів, який очищував від пилу сонячні панелі, тим самим підвищуючи надходження електроенергії. Тож нам відомо, що пилюка спадає з верхніх шарів атмосфери на поверхню, а потім повертається в атмосферу знову й знову за посередництвом пилових вихорів. Пилові бурі трапляються часто, особливо із початком весняного сезону у південній півкулі. В цей час Марс є на 40% ближчим до Сонця ніж зазвичай. Орбіта Марса має значно більш еліпсоїдну форму, аніж орбіта Землі. Іншими словами, різниця між найдальшою від Сонця точкою орбіти та найближчою — є дуже великою для Марса, і зовсім незначною для Землі. Крім того, кожних декілька років планету поглинає глобальна пилова буря. Коли космічний апарат NASA Марінер-9 прибув туди, нічого не можна було розгледіти крізь завісу пилової бурі. З того часу було спостережено декілька таких глобальних пилових бур.
Дослідження, опубліковане у січні 2012 року в науковому журналі Icarus, дозволило зробити висновок, що темні смуги були ініційовані повітряними ударними хвилями від вибухів метеоритів, які падали із надзвуковою швидкістю. Команда науковців працювала під керівництвом Кайлана Берлея, студента останнього курсу в Аризонському університеті. Після того, як було нараховано близько 65 000 темних смуг в районі метеоритних зіткнень, внаслідок яких була утворена група із 5-ти нових кратерів, було виявлено, що між цими явищами прослідковується певний причинно-наслідковий зв'язок. Число смуг ставало тим більшим, чим ближче було місце зіткнення. Тому було зроблено висновок, що падіння метеорита якимсь чином, ймовірно, спровокувало виникнення смуг. Тим паче, що розповсюдження смуг має візерунок двох крил, які простягаються від місця зіткнення. Згадані вигнуті крила своєю формою також нагадують ятагани, або вигнуті ножі. Вся ця інформація й дозволила припустити, що взаємодія повітряних ударних хвиль від групи метеоритів досить сильно струснула поверхневим пиловим покровом таким чином, що в багатьох місцях зійшли пилові лавини, які й сформували таку кількість темних смуг на схилах. Спершу основною думкою було те, що пилові лавини були спровоковані землетрусами навколо місць падіння метеоритів, проте, якби це було так, темні смуги розповсюдилися б симетрично навколо місця зіткнення, замість того, аби бути зосередженими у вигнутих формах. Темні смуги можна розглянути на знімку Tractus Catena нижче, виконаному камерою HiRISE.

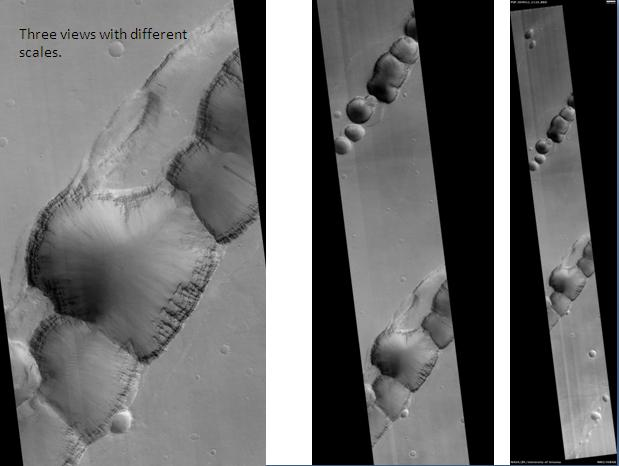
Tractus Catena, знімок із  HiRISE. Лінія масштабу відповідає 1,000 метрів. Клацніть на знімку для кращого перегляду темних смуг на схилах.

## Марсіанські яри
Квадрангл Arcadia — це територія, всіяна ярами, що може бути наслідком порівняно недавніх потоків води. Яри зустрічаються на стрімких схилах, особливо на стінках кратерів. Вони вважаються порівняно молодими утвореннями, оскільки кожен з них містить дуже мало малих метеоритних кратерів, якщо взагалі містить. Більш того, вони розташовуються на верхівках піщаних дюн, які вже самі по собі вважаються досить молодими. Зазвичай кожен такий яр має альков, основний канал та лійкоподібне гирло. В результаті деяких досліджень було виявлено, що яри зустрічаються на схилах з якого завгодно боку, тоді як інші дослідження визначили, що більша частина ярів розміщена на схилах зі сторони полюса, особливо починаючи із 30-44° пд. ш.
Хоча досі було висловлено чимало ідей, спрямованих на пояснення природи та механізмів утворення ярів, до найпопулярніших належать поява рідкої води, яка могла б виходити із водоносного горизонту, води, утвореної внаслідок танення льоду при основі старих льодовиків, або ж внаслідок танення льоду, який міститься у марсіанському ґрунті, в період, коли клімат на Марсі був тепліший. Зважаючи на хорошу ймовірність того, що у формуванні ярів брала участь рідка вода, а також на те, що вони можуть бути дуже молодими утвореннями, все це викликає у вчених неабиякий науковий ентузіазм та зацікавлення. Можливо, яри — це саме те місце, де й варто проводити пошуки ознак марсіанського життя.
Існують підстави для розглядання всіх трьох теорій як можливих. Верхівки-алькови більшості ярів розташовуються приблизно на одному й тому ж рівні, як цього можна було б очікувати від водоносного горизонту. Різноманітні вимірювання та підрахунки демонструють, що рідка вода могла існувати у водоносних горизонтах на тих висотах/глибинах, звідки зазвичай починаються яри. За однією із варіацій цієї моделі, підняття гарячої магми у вищі шари могло спричинити танення льоду в ґрунті, тим самим змусивши воду текти у водоносних горизонтах. Водоносні горизонти — це саме такі шари, які дозволяють воді текти. Вони можуть складатися із пористого пісковика. Шар водоносного горизонту зазвичай розміщений на іншому шарі, порода якого не дозволяє воді просочуватись нижче (цей шар є водонепроникним). Оскільки вода в межах водоносного горизонту не має змоги проникати глибше, єдиний напрямок, у якому така «ув'язнена» вода може рухатись — це горизонтальний. Місцями вода може пробиватися на поверхню — там, де водоносний горизонт досягає якогось розлому, наприклад — стінки кратера. В результаті такий потік води міг би розмити стінку та утворити яр. Водоносні горизонти є досить поширеними на Землі. Непоганим наочним прикладом є «Віпінг-Рок» («Weeping Rock» — «скеля, що плаче» у національному парку Зайон, Юта.
Щодо наступної теорії, то за основу береться те, що поверхня Марса покрита товстою гладкою мантією, яка, як вважається, є сумішшю льоду та пилу. Такий багатий на лід покрив, товщиною у кілька метрів, згладжує рельєф, однак місцями має вибоїсту текстуру, на кшталт поверхні баскетбольного м'яча. Цей покрив може бути чимсь подібним до льодовика, і за певних умов лід, який міститься у ньому, міг би розтанути та стікати водою по схилах, тим самим утворюючи яри. Оскільки на цій мантії є дуже мало кратерів, вона має порівняно малий вік. Вигляд цієї мантії чудово демонструє знімок обідка кратера Птолемей, виконаний камерою HiRISE. Утворення такої багатої на лід мантії може бути результатом зміни клімату. Зміни в орбіті Марса та нахилі його осі здатні здійснити значний вплив на розповсюдження водяного льоду із полюсів у нижчі широти, еквівалентні розташуванню штату Техас на Землі. Протягом певних кліматичних періодів водні випари виходять із льодового шару на полюсах, проникаючи в атмосферу. Вода повертається в ґрунт на нижчих широтах як морозний осад чи сніг, щедро змішаний із пилюкою. Атмосфера Марса містить чимало дрібнозернистих часток пилу. Водяна пара конденсується навколо цих частинок, після чого вони опадають, зважаючи на збільшення їх маси. В періоди, коли осьовий нахил Марса є найбільшим, з полярних шапок може бути усунено навіть до 2 см льоду, який потім переміщається у помірні широти. Таке транспортування води може тривати навіть кілька тисяч років, в результаті чого може утворитися сніговий шар товщиною до 10 метрів. Коли лід із верхівки мантієподібного шару знову повертається в атмосферу, він залишає по собі шар пилюки, який ізолює решту льоду. Результати вимірювання висот та схилів із ярами цілком узгоджуються із можливістю того, що снігові покрови чи льодовики пов'язані із утворенням ярів. Стрімкіші схили мають більше тіні, яка допомагає вберігати сніг від сублімації. Вищі висоти мають набагато менше ярів, оскільки лід набагато швидше сублімується на таких висотах, де атмосфера є рідшою.
Третя теорія має право на існування, оскільки зміни клімату було б достатньо, аби просто дати змогу льоду, який міститься в ґрунті, розтанути, та в результаті сформувати яри. Протягом періодів теплішого клімату перші кілька метрів ґрунту можуть дещо відтанути та утворити «потік уламків» — «відлигу», подібну до тієї, яка трапляється на сухому й холодному східному узбережжі Гренландії. Оскільки яри утворюються на стрімких схилах, для започаткування потоку потрібне всього лиш невелике збільшення навантаження — незначний сумарний зсув часток ґрунту. Невелика кількість рідкої води із розтопленого ґрунтового льоду була б достатньою. Підрахунки показали, що навіть за теперішніх умов кожного марсіанського року може відбуватись відтік третини міліметра води щодня протягом 50 днів.

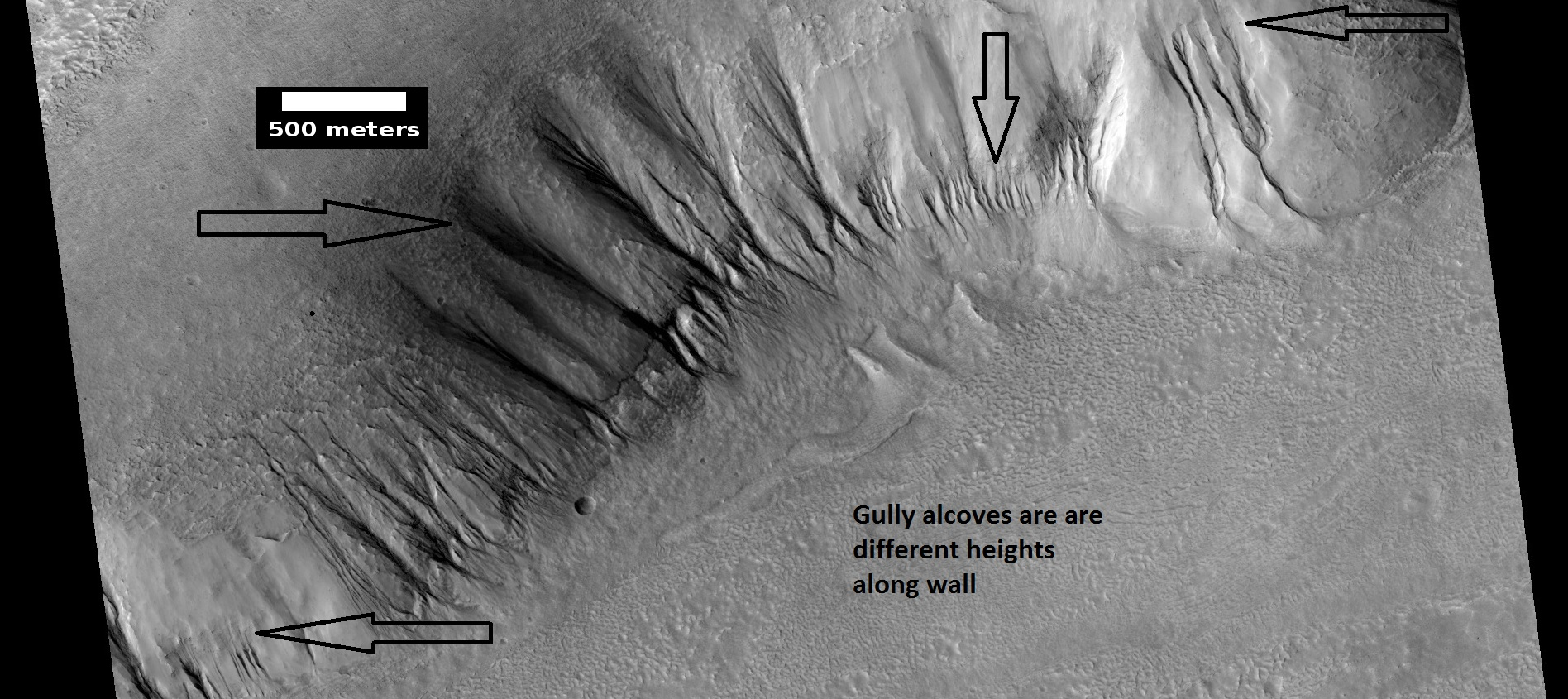
Різноманіття ярів, які розпочинаються на різних висотах. Знімок виконано HiRISE в рамках програми HiWish.
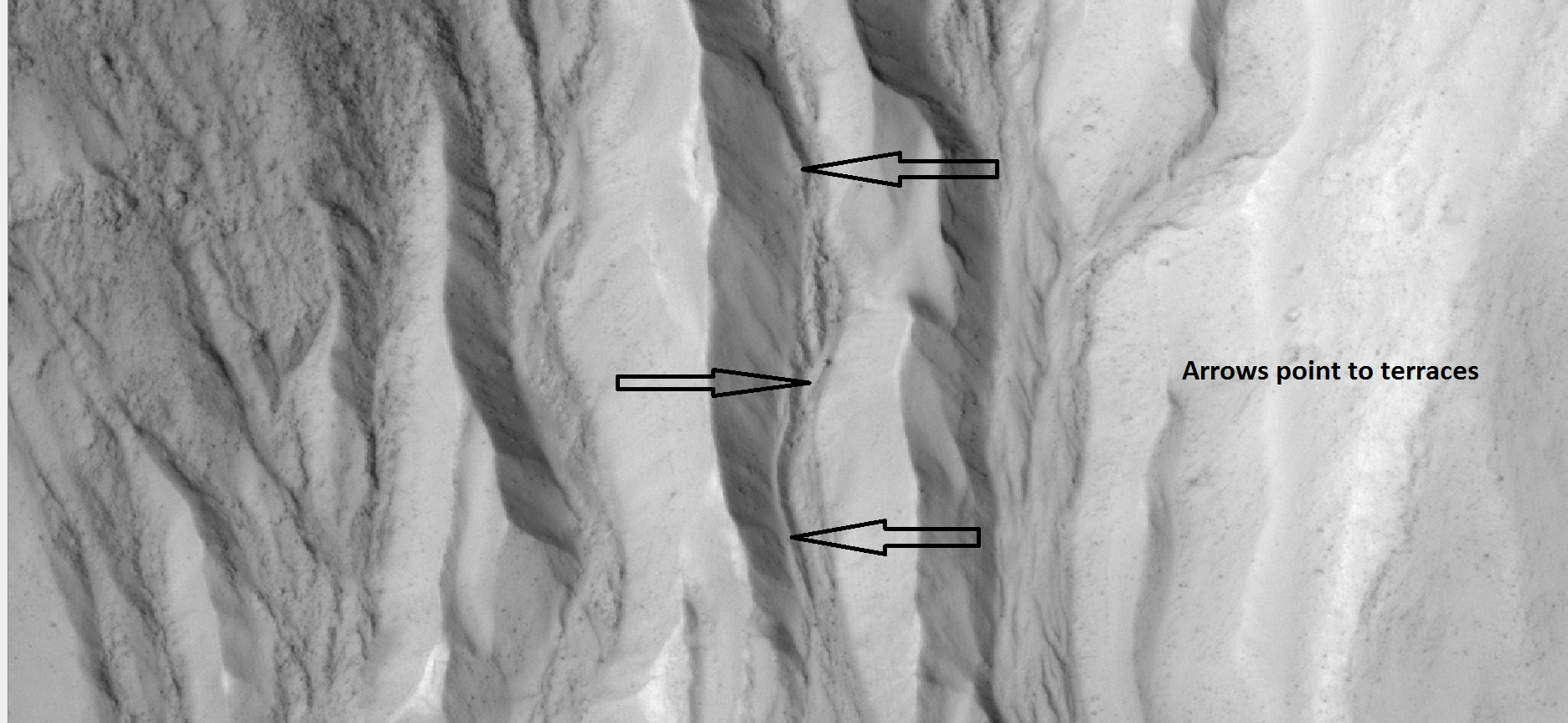
Це збільшення маленької ділянки попереднього знімка демонструє насипи вздовж каналу яру. Ці насипи утворились, коли інший яр пробився крізь стару поверхню. Це означає, що даний яр сформувався в результаті щонайменше двох віддалених в часі подій. Вода протікала цією місцевістю не один раз.
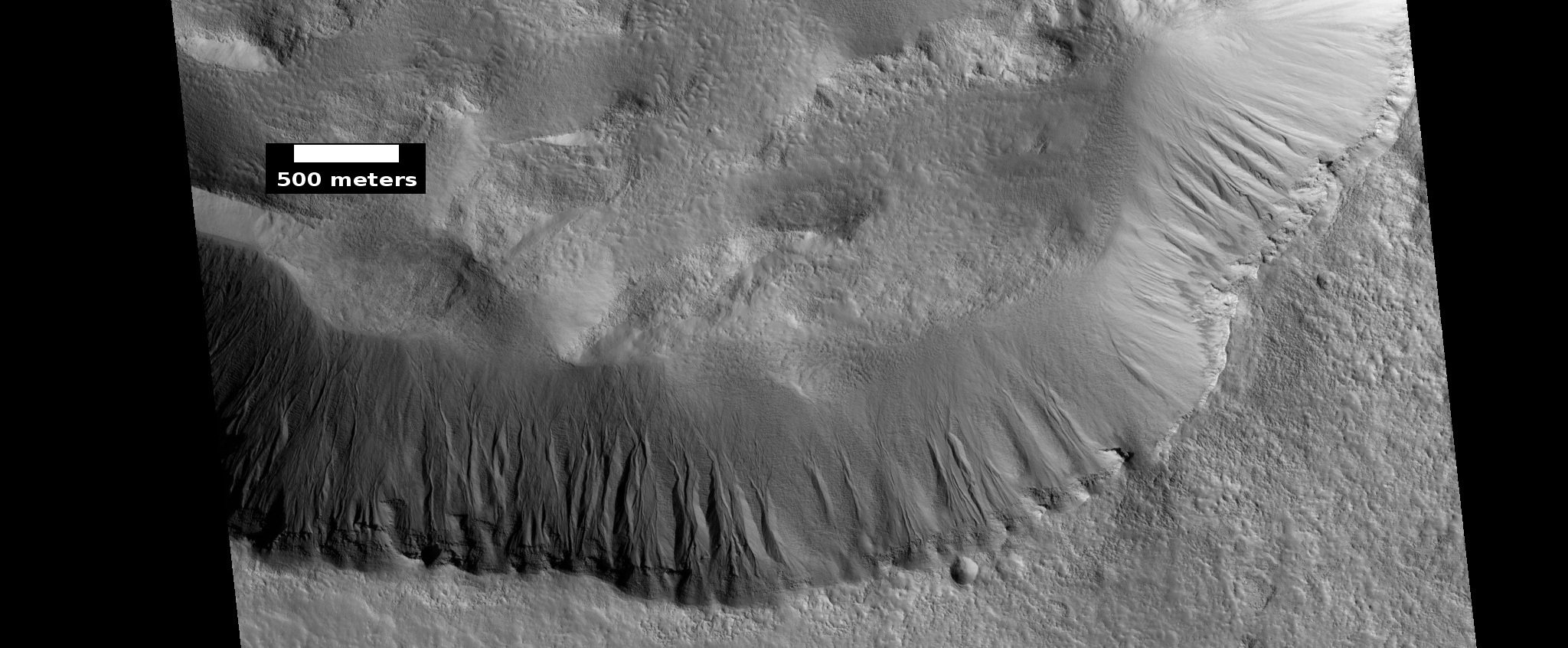
Яри у кратері. Деякі видаються молодими, інші — добре розвинені. Знімок виконано HiRISE в рамках програми HiWish.

## Інші деталі у квадранглі Arcadia

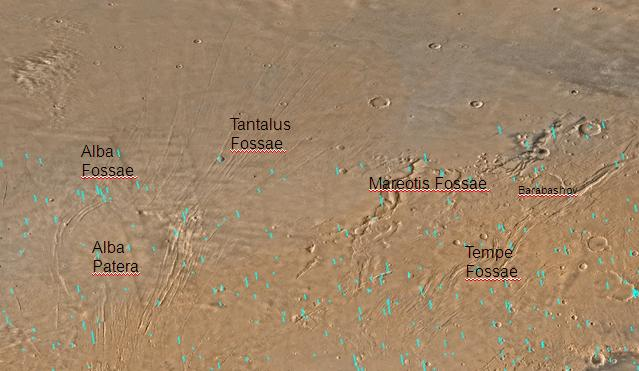
Карта квадрангла Arcadia із позначенням основних деталей. Декілька великих розломів, які окреслюються терміном Fossae, розташовані в цьому регіоні.
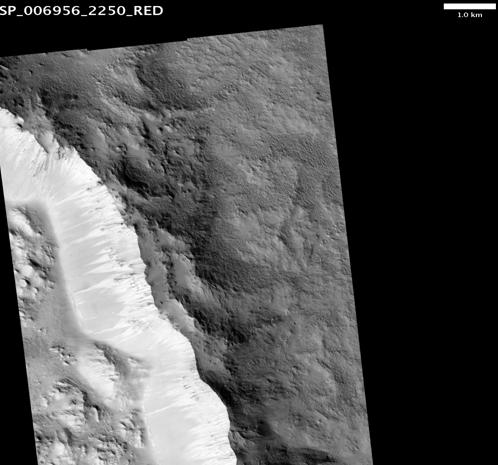
Метеоритний кратер на північному боці Alba Patera, знімок HiRISE.  Лінія масштабу відповідає 1 км.
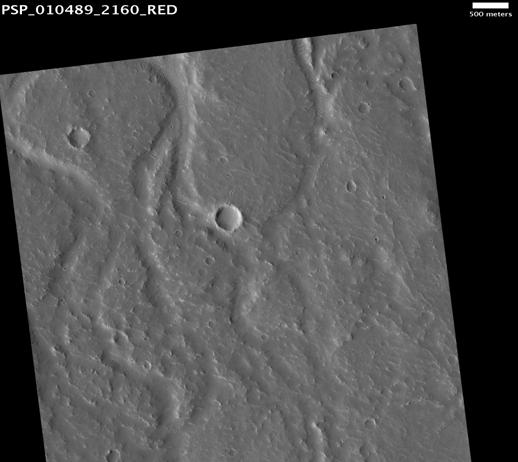
Enipeus Vallis, знімок HiRISE.  Лінія масштабу відповідає 500 метрам.
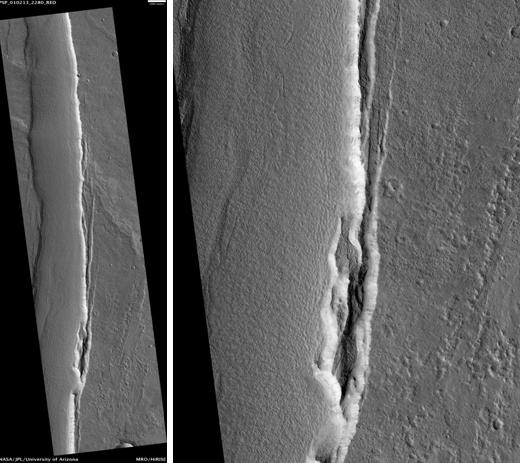
Artynia Catena, знімок HiRISE.  Лінія масштабу відповідає 1000 метрів.
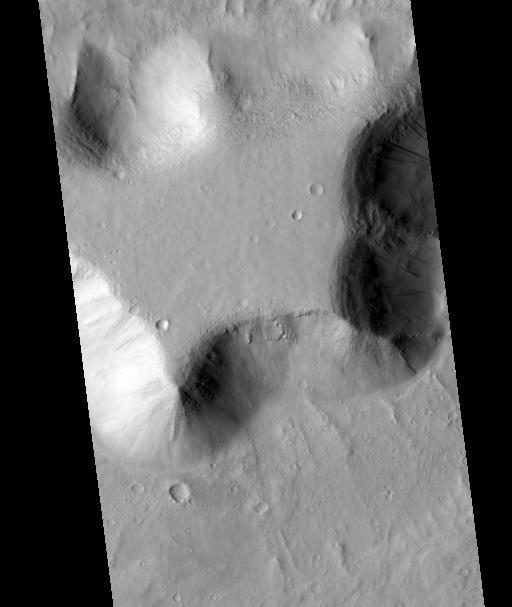
Вигляд Lobate Debris Apron вздовж схилу.
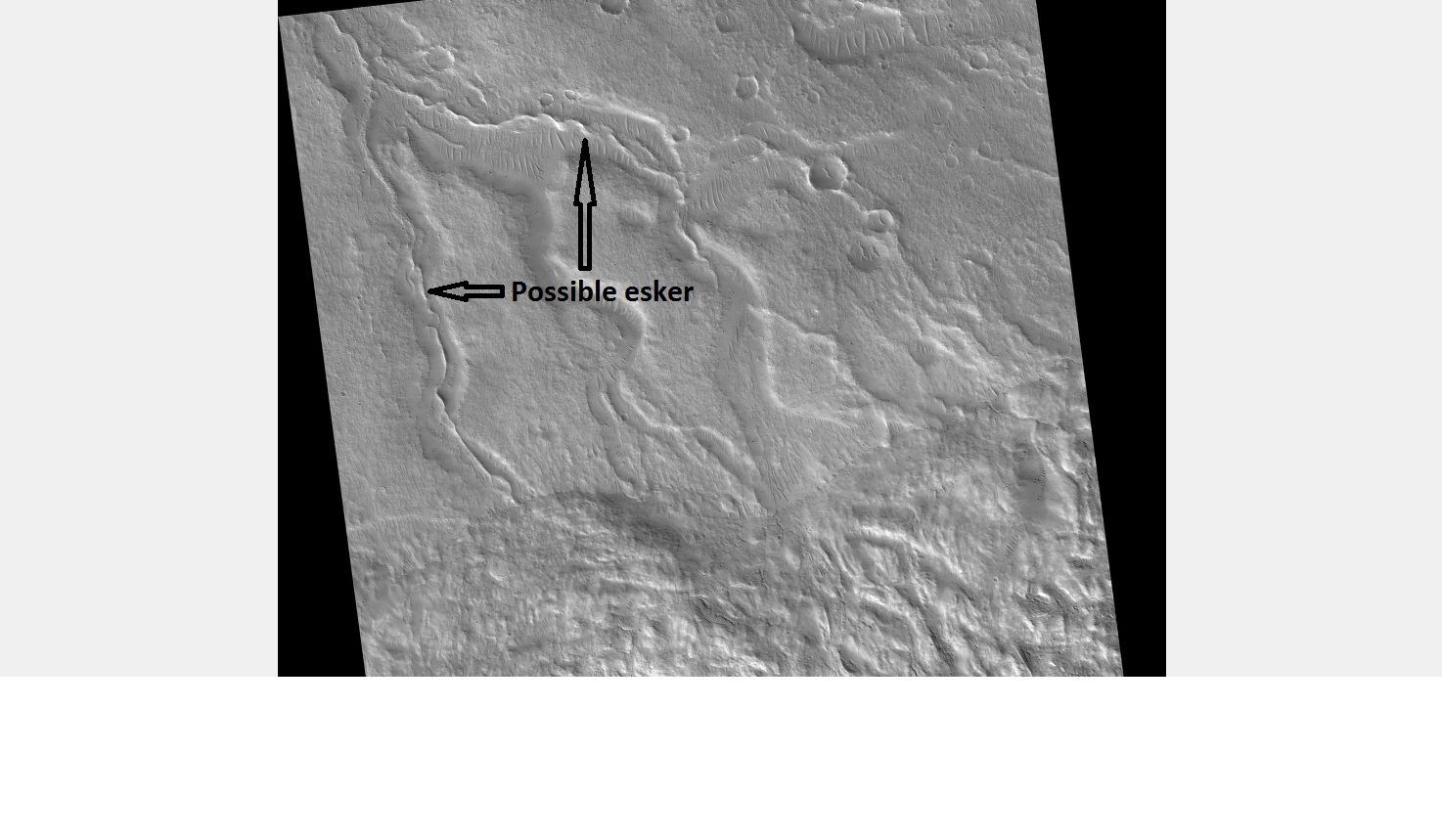
Оз. Знімок виконано HiRISE в рамках програми HiWish.
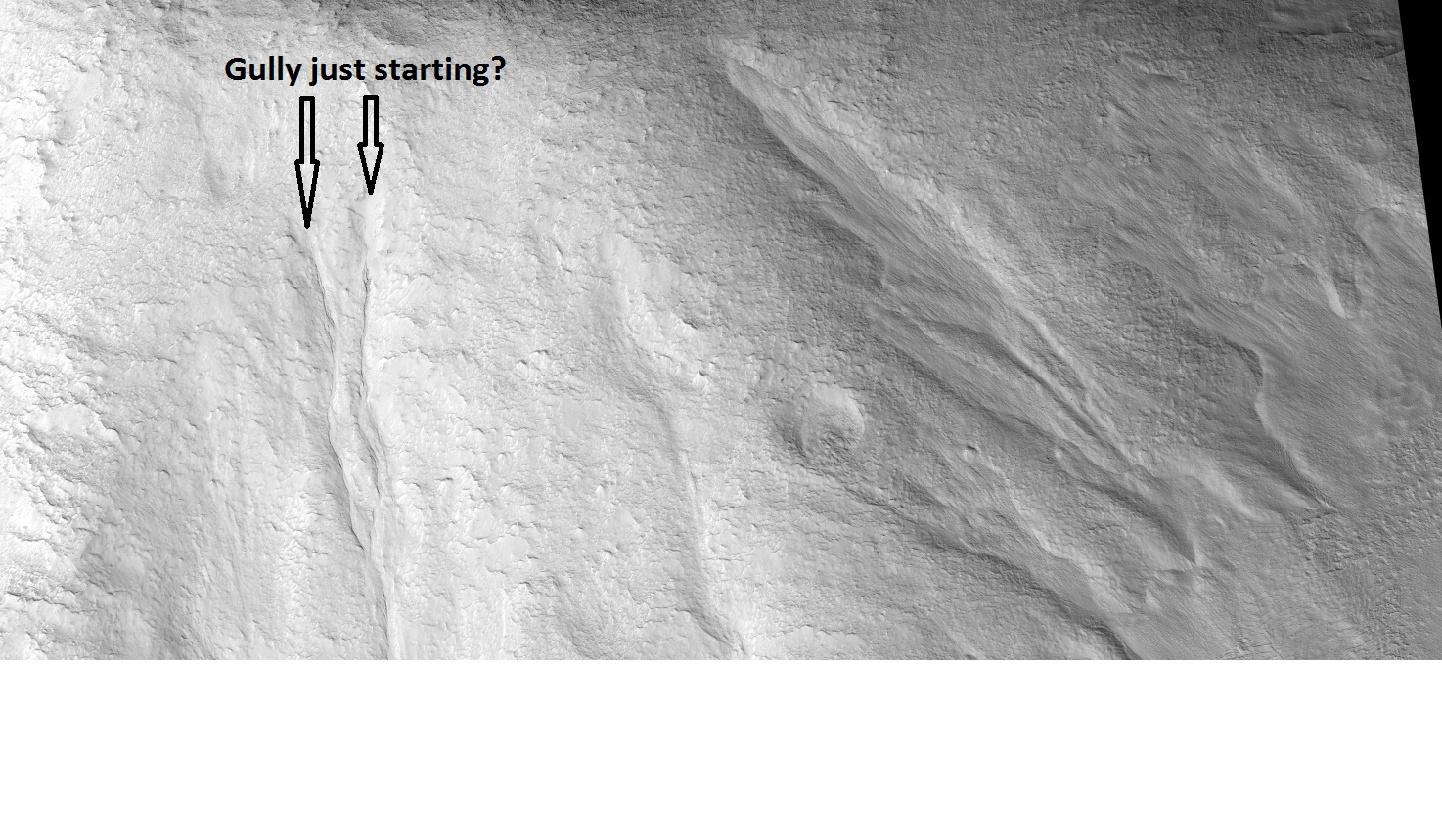
Яри на пагорбі. Знімок виконано HiRISE в рамках програми HiWish.
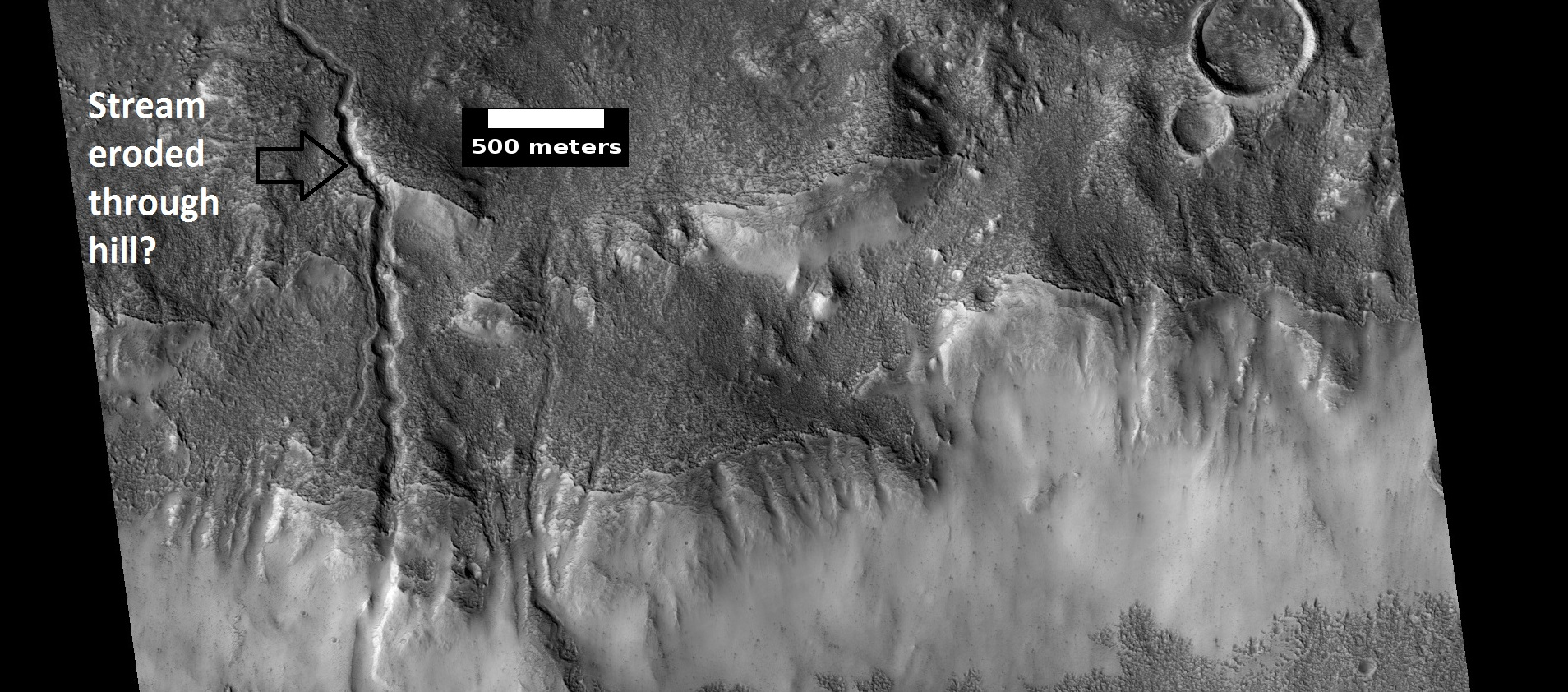
Канали. Знімок виконано HiRISE в рамках програми HiWish. Схоже, що потік пробився крізь пагорб.
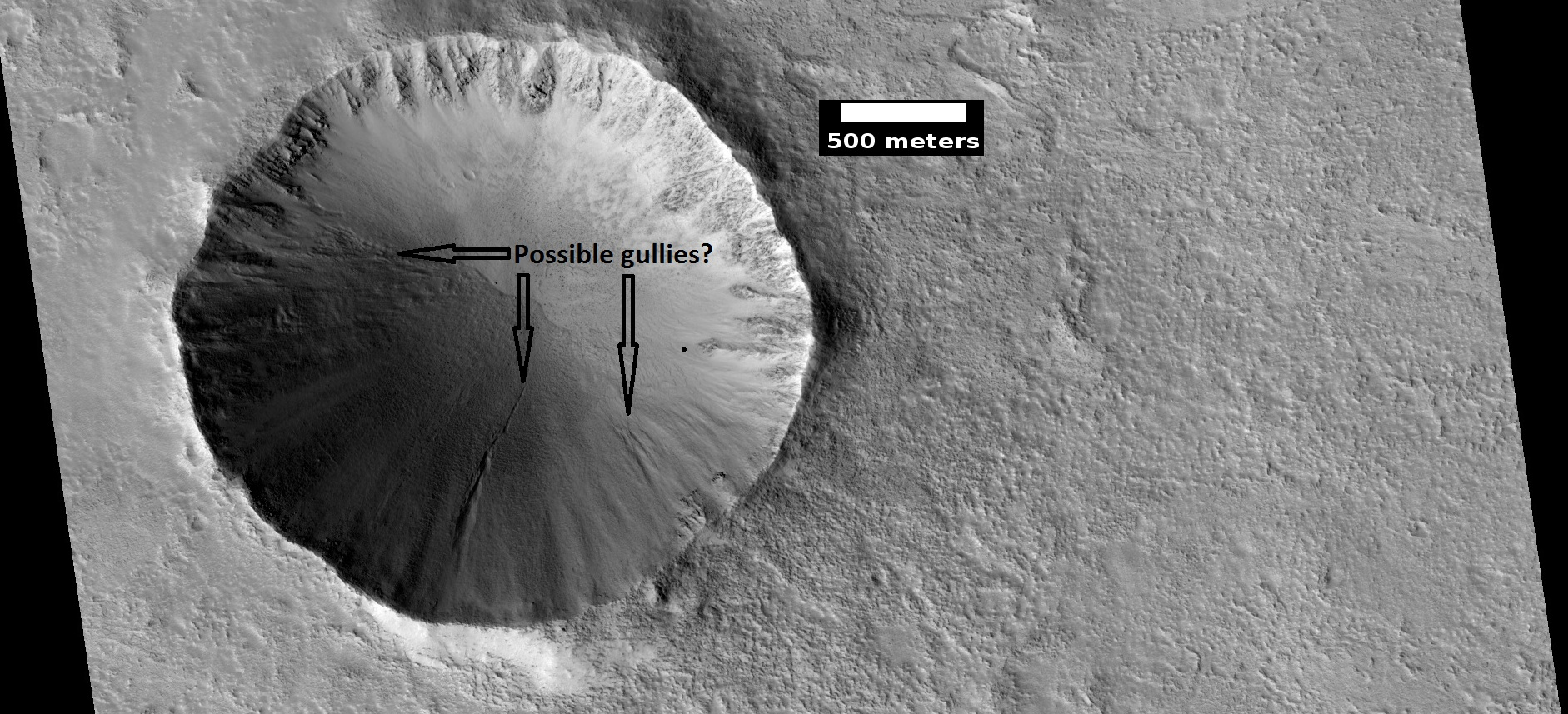
Порівняно молодий кратер із ймовірними ярами. Знімок виконано HiRISE в рамках програми HiWish.
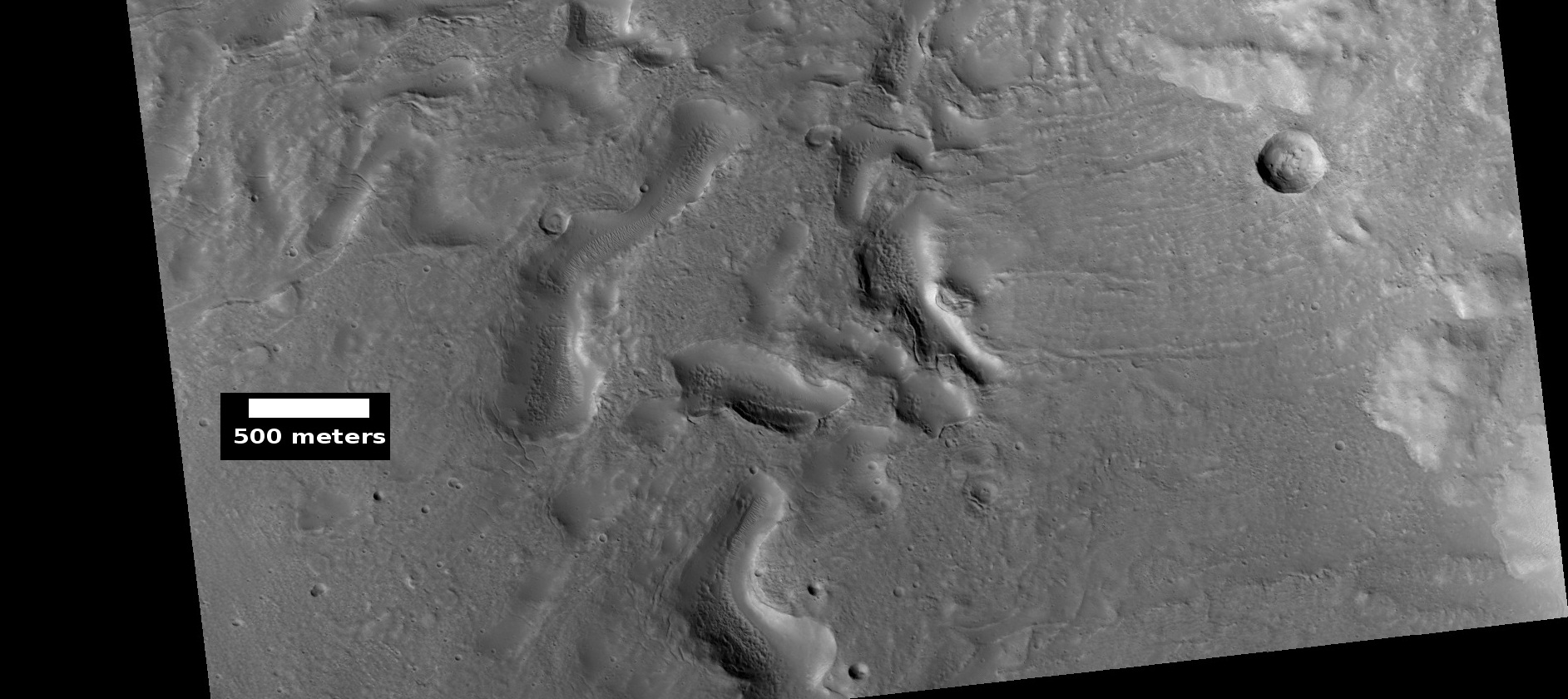
Заглибини, утворені внаслідок ерозії на підніжжі кратера. Знімок виконано HiRISE в рамках програми HiWish.